# جيمس ريتشارد ويليام بورفز
جيمس ريتشارد ويليام بورفيس (5 مارس 1903 - 13 مايو 1979) - المعروف عمومًا في المنشورات باسم جيه. آر. دبليو. بورفيس - كان محاميًا وجامعًا لطوابع البريد الأسترالية. وقد أكسبته خبرتهُ التي امتدت لنصف قرن في مجال طوابع البريد الأسترالية لقب "تجسيد أستراليا في طوابع البريد الدولي".

## أدب الطوابع
ألّف بورفز أدبًا طوابعيًا مستندًا إلى دراساته المُعمّقة حول طوابع البريد. وتضمنت هذه الدراسات العديد من الكتب والمقالات:
- الفن وطابع البريد: النظرة الأسترالية المعاصرة.
- أنصاف أطوال فيكتوريا (1953)
- جزر شمال غرب المحيط الهادئ: طبيعة وتكوين أشكال الطباعة الفوقية المختلفة (1953)
- جنوب أستراليا - الطوابع الطويلة من 1902 إلى 1912 (1978)
- فيكتوريا: رسوم البريد
- العديد من المقالات حول جوانب الطوابع والتاريخ البريدي في فيكتوريا

## اهتمامات جمع الطوابع
من أهم مجموعات المواد البريدية التي جمعها بورفيس مجموعات من المواد والقرطاسية الطوابعية عن:
- تسمانيا
- فيجي
- أنصاف أطوال فيكتوريا

## النشاط الطوابعي
كان بورفيس نشيطًا في جميع مجالات الاهتمام بهواة جمع الطوابع الأستراليين. ساهم في تأسيس الجمعية الملكية لهواة جمع الطوابع في فيكتوريا عام 1957. وتقديرًا لعمله مع الجمعية، ولجهوده الواسعة في مجال هواة جمع الطوابع الأستراليين، أنشأت الجمعية ميدالية جيه. آر. دبليو. بورفيس عام 1970 تكريمًا لهُ، ومنحته لقب أول حائز عليها.

## الأوسمة والجوائز
نظير عمله في مجال هواية جمع الطوابع، مُنح بورفيس العديد من الجوائز والأوسمة، منها:
- وقع على قائمة هواة جمع الطوابع المتميزين عام 1937[2].
- ميدالية كروفورد عام 1954.
- ميدالية ليختنشتاين عام 1960.
- ميدالية جيه. آر. دبليو. بورفيس عام 1970.
- أُدرج اسمه في قاعة مشاهير الجمعية الأمريكية لهواة جمع الطوابع عام 1980.[3]
- عضو فخري مدى الحياة في نادي هواة جمع الطوابع بنيويورك.
- زميل فخري مدى الحياة في الجمعية الملكية لهواة جمع الطوابع بلندن عام 1969.
- زميل فخري مدى الحياة في الجمعية الملكية لهواة جمع الطوابع بفيكتوريا.

## روابط خارجية
- http://www.philatelicdatabase.com/australia-and-dependencies/mr-j-r-w-purves-rdp-frpsl/